# 地域副読本
地域副読本（ちいきふくどくほん）は、地域学習のための教材として、教科書とは別に制作された副読本。「地域副読本」または「社会科副読本」と呼ばれている。

## 概要
小学校の社会科で、児童が住む身近な地域を学習する際、住んでいる自治体の学習用に使用。教科書に準じる教材である。かつては、3年生で各市町村区、4年生で各都道府県と、明確に分かれていたが、社会科科目が1～2年生で無くなった影響で、どちらも3～4年生用となった。また中学校地理で使用される物もある。
主に地元の教育委員会、研究会等が発行し、その場合競争入札によって制作会社が選定されるケースが多く、公費で発行し検定教科書と同様に無償配布される。各市町村区立の公立学校に配布され、私立学校には配布されないケースもある。検定教科書と異なり必ずしも使用義務は無いため、未使用の学校も存在する。
農業、林業、漁業等、その地域で特筆する産業や文化がある場合、別途その分野だけの副読本を配布する地域もあり、また海外日本人学校でも、その地域の現地学習用に作成された副読本がある。
子供向けの分かり易い内容である事から、近年自治体のホームページで全頁を公開したり、また近年数百円の実費で本を販売し、大人への地域情報として活用される例も増えている。
配布数が極端に少ない海外日本人学校や過疎地域の自治体では、コストの兼ね合いから、製本せず、CD-ROM等のデジタルデータを代替にする所もある。

### 市町村合併に伴う問題
平成の大合併のように自治体の広域化が進むと学習範囲が児童が直接経験する身近な地域をはるかに超え、一致しない事例が増え、副読本の地域性について再検討の必要性が高まっている。
この問題の解決策として、山口県の大内地区のように、合併前の旧自治体だけの狭い範囲を学ぶ地域副読本をそのまま発行しているケースもある。

### タイトル
自治体名だけの物、「のびゆく○○」「わたしたちの○○」(○○は自治体名)がほとんどで平仮名表記になっているのは、この漢字がまだ使用学年で履修されていないためである。

## 内容
- 郷土史、自治体史等、地域の歴史
- 農業、漁業、水産業、林業等の地域産業
- 山、川、海、陸、気候、生物、人口、集落、交通、政治などの地理
- 上下水道、清掃工場等の行政サービス（小学3年生で学習）

## 市町村区
市町村区の場合、原則的にそれぞれの自治体が単独で発行しているが、富士河口湖町と鳴沢村のように共同で1冊を発行する所もある。下記で特に記述の無い物は、小学校で使用されている物。
- 北海道
  - 札幌市「わたしたちの札幌」北海道社会科教育連盟監修/北海道教育評論社発行
  - 網走市「あばしり」網走市社会科副読本編頷委員会
  - 北見市「きたみ」
  - 旭川市「あさひかわ」
  - 上富良野町「かみふらの」上富良野町教育委員会・社会科副読本編集委員会/植平印刷株式会社
  - 登別市「のぼりべつ」登別市教育委員会・登別市社会科副読本編集委員会編
  - 小樽市「わたしたちの小樽」
  - 室蘭市「わたしたちのきょうど」→「わたしたちのむろらん」→「わたしたちの室蘭」室蘭市教育委員会・社会科副読本編集委員会/北海印刷株式会社
  - 恵庭市「のびゆく恵庭」
  - 函館市「わたしたちの函館」
  - 中標津町「私たちの町 中標津」
  - 大樹町「たいき」大樹町教育研究所編/大樹町教育委員会発行
  - 根室市「ねむろ」根室市社会科副読本編集委員会編/根室市教育委員会/根室印刷株式会社
  - 釧路市「くしろ」
  - 長沼町「ながぬま」長沼町社会科副読本編集委員会編/長沼町教育委員会
  - 紋別市「もんべつ」
  - 旭川市
    - 「あさひかわ」
    - 「美しいまちに」

  - 名寄市「なよろ」
  - 苫小牧市
    - 「のびゆく苫小牧」苫小牧市教育研究所編/苫小牧市教育委員会
    - 「053（ゼロごみ）のまち とまこまい」（小学校）
    - 「ごみとリサイクル」（中学校）

  - 千歳市「わたしたちの千歳」千歳市社会科副読本編集委員会編/千歳市教育委員会
  - 岩見沢市「いわみざわ」岩見沢市立教育研究所/岩見沢市教育委員会
  - 小樽市「わたしたちの小樽」
  - 帯広市「おびひろ」
  - 夕張市「ゆうばり」
  - 八雲町「わたしたちのまち八雲」
  - 東神楽町「ひがしかぐら」東神楽町教育委員会
  - 浦幌町「うらほろ」浦幌町教育研究所
  - 士幌町「しほろ」士幌町郷土読本編集委員会→士幌町社会科副読本改定委員会編/士幌町教育委員会
  - 浦幌町「うらほろ」浦幌町教育研究所編集/浦幌町教育委員会
  - 鹿追町「しかおい」鹿追町立教育研究所編/鹿追町教育委員会
  - 新冠町「にいかっぷ わたしたちの町」新冠町教育研究協議会社会科副読本編集委員会編/新冠町教育委員会
  - 弟子屈町
    - 「てしかが」弟子屈町社会科副読本作成委員会編/弟子屈町教育委員会
    - 「大鵬物語」（小中高校）2014年弟子屈町教育委員会刊行

  - 広島町「ひろしま郷土読本」広島町社会科郷土読本編集委員会編/広島町教育委員会
  - 中札内村「なかさつない」

- 青森県
  - 青森市「わたしたちの青森市」→「新わたしたちの青森市」→「わたしたちの青森」青森市小学校教育研究会社会科部会→青森市小学校3・4年社会科副読本編集委員会
  - 弘前市「わたしたちの弘前」
  - 野辺地町「わたしたちの野辺地町」野辺地町小学校社会科副読本編集委員会編/野辺地町教育委員会発行
  - 十和田市「わたしたちの十和田市」
  - 平川市「わたしたちの平川市」

- 岩手県
  - 宮古市「わたしたちの宮古」

- 秋田県
  - 秋田市
    - 「わたしたちの秋田市」
    - 「わたしたちのくらしとかんきょう」

  - 横手市「よこてだいすき」横手市教育委員会/かまくら印刷協会（小学生・中学生）
  - 湯沢市「わたしたちの湯沢市」湯沢市教育委員会/㈱増田印刷所
  - 美郷町「わたしたちの美郷町」美郷町教育委員会/㈱アイ・クリエイト

- 山形県
  - 米沢市「わたしたちの米沢」

- 宮城県
  - 仙台市「わたしたちのまち仙台」仙台市教育センター編/仙台市教育委員会

- 福島県
  - 会津若松市「わたしたちの会津若松市」

- 新潟県
  - 新潟市「わたしたちの政令市」新潟市小学校教育研究協議会社会部編
  - 長岡市「わたしたちのまち長岡」
  - 魚沼市「わたしたちの魚沼市」魚沼市教育委員会
  - 南魚沼市「わたしたちの南魚沼市」南魚沼市教育振興会社会科副読本編集委員会編
  - 湯沢町「わたしたちの町と南魚沼郡」→「わたしたちの町湯沢」→「わたしたちの町ゆざわ」→「大好き!!湯沢 学習資料集」南魚沼郡社会科教育研究会→湯沢町教育委員会編

- 神奈川県
  - 横浜市「わたしたちの横浜 よこはまの歴史」
  - 綾瀬市｢あやせ｣
  - 川崎市
    - 「かわさき」川崎市総合教育センター編/川崎市教育委員会
    - 「まちは友だち」川崎市立小学校社会科教育研究会
    - 「くらしとごみ」

  - 相模原市
    - 「さがみはら」（小学校）相模原市教育研究所編/相模原市教育委員会 1962年(昭和37年)初版
    - 「私たちの相模原」（中学校）相模原市教育研究所編/相模原市教育委員会

  - 小田原市「わたしたちの小田原」

- 東京都
  - 千代田区「わたしたちの千代田区」千代田区教育研究会社会科研究部/千代田区教育委員会
  - 港区「わたしたちの港区」
  - 大田区
    - 「わたしたちの大田区」（小学校）大田区小学校社会科研究部編/大田区教育委員会
    - 「のびゆく大田区」（中学校）大田区教育委員会中学校社会科副読本作成委員会編

  - 文京区「わたしたちの文京区」文京区小学校教育研究課社会科研究部編/文京区教育委員会
  - 練馬区「わたしたちの練馬区・東京都」練馬区教育委員会
  - 板橋区「わたしたちの板橋」
  - 世田谷区「わたしたちの世田谷」世田谷区教育委員会
  - 目黒区「わたしたちの目黒区」目黒区教育委員会編
  - 杉並区「わたしたちの杉並区」杉並区教育委員会
  - 江東区「わたしたちの江東区」
  - 江戸川区「わたしたちの江戸川区」社会科副読本編集委員会/江戸川区教育委員会
  - 葛飾区「のびゆく葛飾」
  - 足立区「わたしたちの足立」「わたしたちの足立と東京」足立区立小学校社会科副読本編集委員会編/足立区教育委員会
  - 町田市「わたしたちの町田」町田市小学校社会科副読本編集委員会
  - 小平市「わたしたちの小平市」小平市小学校社会科副読本編集委員会編/小平市教育委員会
  - 小金井市「わたしたちの小金井市」
  - 西東京市「わたしたちの西東京市」
  - 調布市「わたしたちの調布」
  - 武蔵野市「わたしたちの武蔵野市」
  - 八王子市「わがまち八王子」「わたしたちの東京 八王子版」八王子市郷土教育調査会小学校部編-八王子市郷土教育調査会
  - 八丈町「わたしたちの八丈島」八丈町社会科副読本作成委員会編/八丈町教育委員会発行/コロニー東村山印刷所
  - 小笠原村
    - 「わたしたちの小笠原」（小学校）小笠原村教育委員会小学校社会科副読本編集委員会 編
    - 「ひらけゆく小笠原」（中学校）小笠原村教育委員会中学校社会科副読本編集委員会編

  - 青ヶ島村「わたしたちの青ヶ島」青ヶ島村教育委員会

- 千葉県
  - 市川市「わたしたちの市川」
  - 東金市「わたしたちの東金」
  - 四街道市「わたしたちの四街道」
  - 八街市「わたしたちの八街市」
  - 多古町「わたしたちの多古」
  - 成田市「わたしたちの成田市」
  - 大網白里市「わたしたちの大網白里市」大網白里市社会科副読本編集委員会
  - 我孫子市「わたしたちの我孫子」「ふるさと手賀沼」
  - 柏市「わたしたちの柏」小学校社会科副読本編集委員会編/柏市教育委員会
  - 松戸市「のびゆく松戸市」

- 埼玉県
  - さいたま市「わたしたちのさいたま市」わたしたちのさいたま市社会科副読本編集委員会/さいたま市教育委員会
  - 北本市「きたもと」

- 茨城県
  - 守谷市「もりや」
  - 笠間市「かさま」
  - 常総市「わたしたちの常総市」
  - 日立市「のびゆく日立」小学校社会科副読本「のびゆく日立」編集委員会編/日立市教育委員会指導課

- 長野県
  - 伊那市「わたしたちのふるさと」伊那市郷土学習読本編集委員会編/伊那市教育委員会
  - 飯田市「わたしたちの飯田市」(小中学校共に同題でそれぞれ発行)

- 山梨県
  - 南アルプス市「わたしたちの南アルプス市」南アルプス市社会科副読本編集委員会/(株)サンニチ印刷
  - 富士吉田市「わたしたちの富士吉田市」富士吉田市立教育委員会発行/社会科副読本改訂委員会編
  - 北斗市「わたしたちのまち北斗市」
  - 富士河口湖町・鳴沢村「わたしたちのきょうど」わたしたちのきょうど作成委員会

- 静岡県
  - 静岡市
    - 「しずおかだいすき」(小学校)静岡市教育委員会学校教育課
    - 「わがまち静岡」(中学校)

  - 浜松市
    - 「のびゆく浜松」浜松市教育研究会のびゆく浜松編集委員会編
    - 「ごみとわたしたち」

  - 掛川市
    - 「わたしたちの掛川市」掛川市地域教材研究会編/掛川市教育委員会
    - 「わたしたちの掛川市(歴史編)」掛川市歴史教材研究委員会編
    - 「平和と私たちの未来－伝えたい掛川の記憶」掛川市平和学習資料編集委員会編(平和学習用)

- 三重県
  - 松阪市「わたしたちの松阪市」松阪市社会科副読本編集委員会
  - いなべ市「みんなでつくるわたしたちのいなべ市」いなべ市教育委員会
  - 大台町「たんけん！はっけん！大台町」
  - 桑名市「出会いと発見 わたしたちの桑名市」

- 愛知県
  - 江南市「のびゆく江南」のびゆく江南編集委員会
  - 小牧市「こまき」小牧市小中学校社会科副読本編集委員会
  - 豊橋市「かがやく豊橋」豊橋市教育委員会

- 岐阜県
  - 本巣市「もとすのくらし」
  - 岐南町・笠松町「はしまのすがた」羽島郡二町教育委員会 旧川島町・柳津町 も、平成の大合併で羽島郡より離脱する以前は使用。

- 大阪府
  - 東大阪市「わたしたちの東大阪」
  - 堺市「わたしたちのまち堺」堺市初等教育研究会社会部会編/堺市教育委員会
  - 茨木市「わたしたちの茨木」
  - 高槻市「わたしたちの町高槻」高槻市教育研究会小学校社会部編/高槻市教育委員会
  - 寝屋川市「わたしたちの寝屋川市」
  - 箕面市
    - 「わたしたちの箕面」→「わたしたちのまち箕面」箕面市教育センター,小学校社会科副読本作成委員会編/箕面市教育委員会
    - 「せいかつみのお」（1・2年生用）[2]

- 京都市
  - 京都市「わたしたちの京都」京都市小学校社会科教育研究会-教材研究所/京都市教育委員会

- 兵庫県
  - 神戸市
    - 「わたしたちの神戸」神戸市小学校教育研究会社会科部編/神戸市教育委員会
    - 「くらしとごみ」

  - 淡路市「わたしたちの淡路市」
  - 加西市「わたしたちのまち加西」
  - 加古川市「わたしたちのまち加古川」
  - 丹波市「わたしたちの丹波市」丹波市小学校社会科副読本編集委員会編/丹波市教育委員会
  - 香美町「わたしたちのまち香美町」

- 岡山県
  - 岡山市「わたしたちの岡山」岡山市小学校社会科研究会編

- 広島県
  - 広島市「わたしたちの広島市」広島市小学校社会科研究会/広島市教育委員会
  - 東広島市「わたしたちの東広島市」東広島市社会科副読本作成委員会編/東広島市教育委員会
  - 西条町「わたしたちの西条」社会科副読本委員会

- 富山県
  - 立山町「わたしたちの立山町」

- 石川県
  - 金沢市「のびゆく金沢」小学校社会科副読本作成委員会編/金沢市教育委員会

- 山口県
  - 山口市「のびゆく山口」
  - 宇部市
    - 「わたしたちの宇部」(小学校)
    - 「ふるさと宇部」(中学校)

  - 旧大内地区「郷土読本ふるさと大内」

- 高知県
  - 香南市「香南のくらし」香南市社会科副読本等編集委員会

- 徳島県
  - 徳島市「徳島市のくらし」徳島市教育研究所編/徳島市教育委員会

- 福岡県
  - 福岡市
    - 「ごみとわたしたち」福岡市環境局

  - 北九州市
    - 「わたしたちの水道と下水道」北九州市上下水道局
    - 「消防のしごと」北九州市消防局

  - 戸畑区「みんなのまち戸畑」戸畑区小学校社会科研究会「なごや会」/戸畑区役所総務企画課
  - 八女市「八女ふる里学」
  - うきは市「わたしたちの うきは市」
  - 宇美町「わたしたちの宇美」

- 熊本県
  - 熊本市「目でみるわたしたちの熊本市」熊本市小学校社会科研究会/熊本市教育委員会編

- 鹿児島県
  - 南さつま市「わたしたちの南さつま市」
  - 南九州市「のびゆく南九州市」
  - 薩摩川内市「のびゆく薩摩川内市」
  - 姶良町「わたしたちの姶良町」

- 沖縄県
  - 那覇市「わたしたちの那覇市」沖縄時事出版
  - 沖縄市「わたしたちの沖縄市」
  - 石垣市「わたしたちの石垣市」
  - 宮古島市「わたしたちの宮古島市」
  - 竹富町「結びあう島じま」
  - 東村「わたしたちの東村」

## 都道府県
- 北海道
  - 「わたしたちの北海道」北海道社会科教育連盟/北海教育評論社
  - 「北海道の地理と歴史」
  - 「北のでんきものがたり」経済産業省北海道経済産業局
  - 「北海道のガスのはなし」経済産業省北海道経済産業局

- 東北
  - 「わたしたちの青森県」(～1991年)→「新わたしたちの青森県」(1992年～)青森市小学校教育研究会社会科部会編
  - 「いのちはぐくむあおもりの農林水産業」
  - 「あきたの森林」
  - 「みんなで学ぼう秋田の農業」
  - 「みんなの八郎湖」
  - 「わたしたちの宮城県」宮城県連合小学校教育研究会社会研究部会-宝文堂ブックサービス
  - 「ふくしまのかんきょう」

- 関東
  - 「わたしたちの神奈川県」
  - 「わたしたちの東京」→「わたしたちの東京都」東京都小学校社会科研究会著/明治図書
  - 「すすむ千葉県」千葉県教育研究会社会科教育部会-千葉県教科書販売
  - 「わたしたちの茨城県」茨城県教育研究会社会科研究部/編-ひばり出版

- 中部
  - 「わたしたちの新潟県」新潟県・新潟市小学校教育研究会編/(株)野島出版
  - 「にいがたの農林水産業」
  - 「のびゆく郷土」(長野県)信州社会科教育研究会編/信濃教育会出版部

- 近畿
  - 「ひらけゆく和歌山」
  - 「わかやまの農林水産業」
  - 「わたしたちの大阪」文溪堂・大阪書籍→日本文教出版
  - 「わたしたちの兵庫県」
  - 「ひょうごの農林水産業」

- 中国
  - 「おかやまの農林水産業」
  - 「わたしたちの岡山県」岡山県小学校社会科教育研究会編/日本文教出版
  - 「きょうど山口」山口県小学校社会科研究会編/株式会社ウスイ
  - 「ふくいの農林水産業」
  - 「ハッケン！とっとりのしごと」

- 四国

- 九州沖縄
  - 「木になる森のはなし」(熊本県)
  - 「わたしたちの鹿児島県」鹿児島県小学校社会科教育研究会編/文溪堂
  - 「ひらけゆく沖縄県」沖縄県小学校社会科教育研究会編/沖縄時事出版

## 海外
- 「わたしたちのまちマナウス」マナオス日本人学校
- 「わたしたちのオランダ」アムステルダム日本人学校
- 「インドネシア 小学部編」→「ふしぎがいっぱいジャカルタのまち」ジャカルタ日本人学校
- 「スラバヤ」スラバヤ日本人学校
- 「わたしたちのウィーン」ウィーン日本人国際学校
- 「わたしたちのデリー」ニューデリー日本人学校
- 「たんけんホーチミン市」ホーチミン日本人学校
- 「わたしたちのコロンボ」コロンボ日本人学校
- 「ソウル」ソウル日本人学校
- 「釜山」釜山日本人学校
- 「北京」北京日本人学校
- 「広州」広州日本人学校
- 「蘇州」蘇州日本人学校
- 「大連」大連日本人学校
- 「香港」香港日本人学校
- 「VIVA PANAMA」パナマ日本人学校
- 「見たい知りたい学びたいパキスタン」イスラマバード日本人学校
- 「私たちのダッカ」ダッカ日本人学校
- 「マレーシア」クアラルンプール日本人学校
- 「わたしたちとジョホールバル マレーシア」ジョホール日本人学校
- 「PULAU MUTIARA」ペナン日本人学校
- 「私たちのサバ」コタキナバル日本人学校
- 「ヤンゴン」ヤンゴン日本人学校
- 「わたしたちの台中」台中日本人学校
- 「高雄を学ぼう」高雄日本人学校
- 「わたしたちのニューヨーク」ニューヨーク日本人学校
- 「PAMPA」ブエノスアイレス日本人学校
- 「みんなで学ぶ社会科」カラカス日本人学校
- 「アンデスのふもと」サンチャゴ日本人学校
- 「VIVA PANAMA」パナマ日本人学校
- 「わたしたちのパラグアイ」アスンシオン日本人学校
- 「交流活動ハンドブック」リオデジャネイロ日本人学校
- 「CONOZCAMOS EL PERU」リマ日本人学校
- 「ビバ！メヒコ」メキシコ日本人学校
- 「わがまちアグアスカリエンテス」アグアスカリエンテス日本人学校
- 「私たちのローマ」ローマ日本人学校
- 「チャオイタリア」ミラノ日本人学校
- 「伸びゆくロッテルダム」ロッテルダム日本人学校
- 「わたしたちのギリシャ」アテネ日本人学校
- 「私たちのスイス」チューリッヒ日本人学校
- 「私たちのスペイン・マドリッド」マドリッド日本人学校
- 「バルセロナ」バルセロナ日本人学校
- 「私たちのベルリン・ドイツ」ベルリン日本人学校
- 「わたしたちのまちデュッセルドルフ」デュッセルドルフ日本人学校
- 「Hamburg」ハンブルク日本人学校
- 「わたしたちの住むフランス」パリ日本人学校
- 「わたしたちのベルギー」ブラッセル日本人学校
- 「CZESC POLSKA」ワルシャワ日本人学校
- 「わたしたちのブカレスト」ブカレスト日本人学校
- 「私たちのロンドン」ロンドン日本人学校
- 「わたしたちのモスクワ」在ロシア日本国大使館附属モスクワ日本人学校
- 「私たちのシドニー」シドニー日本人学校
- 「パース」パース日本人学校
- 「メルボルン」メルボルン日本人学校
- 「すばらしきアブダビ」アブダビ日本人学校
- 「私たちのアラブ首長国連邦（連邦とドバイを知ろう）」ドバイ日本人学校
- 「OUR TEHRAN IRAN」テヘラン日本人学校
- 「サウジアラビア」リヤド日本人学校
- 「私たちの住むトルコ・イスタンブル」イスタンブル日本人学校
- 「みんなで学ぶバハレーン」バハレーン日本人学校
- 「ピラミッドの見えるまち 」カイロ日本人学校
- 「カティカ・ナイロビ」ナイロビ日本人学校
- 「大地から学ぶ」ヨハネスブルグ日本人学校[3]